# Juegos Deportivos Paranacionales de Colombia 2004
Los I Juegos Deportivos Paranacionales de Colombia se realizaron en la ciudad de Bogotá, evento que se realizó en el 2004.

## Participantes
Un total de 27 departamentos, el distrito capital y la representación de las Fuerzas Militares participaron en esta edición de los Juegos Deportivos Paranacionales.
| Lista de delegaciones participantes (Cantidad de atletas)                                                 | Lista de delegaciones participantes (Cantidad de atletas)                                                                  | Lista de delegaciones participantes (Cantidad de atletas)                                                     |
| --- | --- | --- |
| - Antioquia - Arauca - Atlántico - Bogotá, D. C. - Bolívar - Boyacá - Caldas - Caquetá - Casanare - Cauca | - Cesar - Chocó - Córdoba - Cundinamarca - Federación Deportiva Militar - Guaviare - Huila - La Guajira - Magdalena - Meta | - Nariño - Norte de Santander - Putumayo - Quindío - Risaralda - Santander - Sucre - Tolima - Valle del Cauca |

## Medallero
| Núm. | País            | Oro | Plata | Bronce | Total |
| ---- | --------------- | --- | ----- | ------ | ----- |
| 1    | Bogotá, D. C.   | 57  | 39    | 43     | 139   |
| 2    | Santander       | 25  | 10    | 8      | 43    |
| 3    | Boyacá          | 13  | 12    | 11     | 36    |
| 4    | Valle del Cauca | 12  | 26    | 11     | 49    |
| 5    | Cundinamarca    | 9   | 9     | 13     | 31    |
| 6    | Meta            | 7   | 3     | 1      | 11    |

     Departamento sede (Bogotá)